# Meridian (Pennsylvania)
Meridian è un census-designated place (CDP) degli Stati Uniti d'America, situato nello stato della Pennsylvania, nella contea di Butler.

## Geografia
Meridian si trova nella parte occidentale della township di Butler. Confina a est e in parte a nord con il CDP di Homeacre-Lyndora. La Pennsylvania Route 68 costituisce il confine settentrionale del CDP di Meridian e conduce a est per 6 km al centro di Butler e a sud-ovest per 13 km a Evans City. Secondo l'Ufficio del censimento degli Stati Uniti, il CDP ha un'area totale di 7,3 km quadrati, di cui 0,01 km quadrati, ovvero lo 0,16%, sono costituiti da acqua.

## Storia
L'ex presidente degli Stati Uniti Donald Trump fu vittima di un tentato omicidio durante un comizio elettorale che si tenne al Butler Farm Show a Meridian il 13 luglio 2024, per le elezioni presidenziali del 2024.
Trump e almeno altri due partecipanti vennero feriti nell'attacco e un partecipante venne ucciso. L'attentatore fu poi colpito mortalmente da un cecchino dei servizi segreti.

## Infrastrutture e trasporti
Meridian fu collegata a Butler, Evans City e Pittsburgh nel 1908 dalla ferrovia di Pittsburgh, Harmony, Butler e New Castle, una linea interurbana di filobus. La linea fu chiusa il 15 giugno 1931 e i filobus furono sostituiti da autobus.